# Friedrich Ernst Ludwig von Fischer
Friedrich Ernst Ludwig Fischer (Halberstadt, 1782 – 1854) va ser un botànic rus nascut a Alemanya. Va ser el director del jardí botànic de Sant Petersburg de 1823 a 1850.
El 1815, va ser escollit membre corresponent de la Reial Acadèmia Sueca de Ciències. I el 1841, membre estranger.
La seva abreviació com a botànic és: Fisch.